# Mistrovství světa v ragby 2027
Mistrovství světa v ragby 2027 bude jedenáctý ročník světového šampionátu v rugby union. Konat se má od 1. října do 13. listopadu 2027 v Austrálii na sedmi stadionech v sedmi městech.

## Volba pořadatele mistrovství
Rozhodování o pořadateli mistrovství ve finále bylo mezi Austrálii a USA. Dne 24. října 2023 bylo pořadatelství přiděleno Austrálii.

## Formát turnaje
4. října 2023 bylo oznámeno, že se má turnaje zúčastnit poprvé 24 zemí, což je o 4 týmy více oproti předchozímu mistrovství. Toto rozhodutí bylo oficiálně potvrzeno 24. října 2023. Země budou rozděleny do šesti skupin po čtyřech týmech. Z každé skupiny postoupí do osmifinále dva nejlepší, které doplní čtyři týmy ze třetích míst s nejlepším bodovým hodnocením.

## Stadiony
Místa, kde se bude turnaj konat, byla potvrzena v lednu 2025. Hrát se bude na sedmi stadionech v sedmi městech. Zahajovací ceremoniál a první zápas se uskuteční v Perthu, závěrečná fáze turnaje se odehraje na olympijském stadionu v Sydney.
| Sydney                                                        | Melbourne                                                     | Brisbane                                                      | Adelaide                 |
| ------------------------------------------------------------- | ------------------------------------------------------------- | ------------------------------------------------------------- | ------------------------ |
| Stadium Australia                                             | bude oznámeno                                                 | Lang Park                                                     | Adelaide Oval            |
| Kapacita: 83 500                                              | Kapacita: bude oznámeno                                       | Kapacita: 52 500                                              | Kapacita: 53 500         |
|                                                               |                                                               |                                                               |                          |
| Sydney Melbourne Brisbane Adelaide Perth Newcastle Townsville | Sydney Melbourne Brisbane Adelaide Perth Newcastle Townsville | Sydney Melbourne Brisbane Adelaide Perth Newcastle Townsville | Perth                    |
| Sydney Melbourne Brisbane Adelaide Perth Newcastle Townsville | Sydney Melbourne Brisbane Adelaide Perth Newcastle Townsville | Sydney Melbourne Brisbane Adelaide Perth Newcastle Townsville | Perth Stadium            |
| Sydney Melbourne Brisbane Adelaide Perth Newcastle Townsville | Sydney Melbourne Brisbane Adelaide Perth Newcastle Townsville | Sydney Melbourne Brisbane Adelaide Perth Newcastle Townsville | Kapacita: 60 000         |
| Sydney Melbourne Brisbane Adelaide Perth Newcastle Townsville | Sydney Melbourne Brisbane Adelaide Perth Newcastle Townsville | Sydney Melbourne Brisbane Adelaide Perth Newcastle Townsville |                          |
| Newcastle                                                     | Newcastle                                                     | Townsville                                                    | Townsville               |
| Newcastle International Sports Centre                         | Newcastle International Sports Centre                         | North Queensland Stadium                                      | North Queensland Stadium |
| Kapacita: 30 000                                              | Kapacita: 30 000                                              | Kapacita: 25 455                                              | Kapacita: 25 455         |
|                                                               |                                                               |                                                               |                          |

V těchto městech se budou konat následující zápasy:
- Adelaide: Pět zápasů skupinové fáze
- Brisbane: Šest zápasů skupinové fáze, dvě osmifinále a dvě čtvrtfinále
- Melbourne: Sedm zápasů skupinové fáze a dvě osmifinále
- Newcastle: Čtyři zápasy skupinové fáze
- Perth: Zahajovací ceremoniál, pět zápasů skupinové fáze a dvě osmifinále
- Sydney: Pět zápasů skupinové fáze, dvě osmifinále, dvě čtvrtfinále, dvě semifinále, zápas o třetí místo a finále
- Townsville: Čtyři zápasy skupinové fáze

## Kvalifikace
Mužstva, která se umístila v základní skupině na předchozím mistrovství světa do třetího místa, se automaticky kvalifikovala na toto mistrovství. Austrálie se jakožto pořadatel do soutěže kvalifikovala přímo. O zbývajících 12 míst se bojuje v dalších kvalifikačních soutěžích. Čtyři týmy se kvalifikovaly z Evropy, jeden tým z Afriky a jeden z Asie. Další tři týmy se kvalifikují z Pacifiku, jeden z Jižní Ameriky, předposlední místo získá vítěz dvojzápasu mezi nejhorším týmem Pacifického poháru a druhého týmu z jihoamerické kvalifikace. Poražený z tohoto dvojzápasu se společně s třetím týmem Jižní Ameriky, pátým týmem Evropy (Belgie) a Namíbií jakožto vítězem zápasu mezi finalisty z asijské a africké kvalifikace utká o poslední místo na mistrovství světa.

### Afrika
V červenci 2025 se odehrál africký pohár. Vítězem a postupujícím se stala Zimbabwe. Namíbie si jakožto poražený finalista zajistila místo v zápase proti Spojeným arabským emirátům jakožto druhému týmu asijské kvalifikace o postup na finálový kvalifikační turnaj o poslední volné místo.

### Asie
V červnu a červenci 2025 se konala asijská kvalifikace, ze které se na světový šampionát historicky poprvé kvalifikoval Hong Kong. Spojené arabské emiráty si jakožto poražený finalista zajistily místo v zápase proti Namíbii jakožto druhému týmu africké kvalifikace o postup na finálový kvalifikační turnaj o poslední volné místo.

### Evropa
Od ledna do března 2025 se konalo mistrovství Evropy. Skrz tento turnaj se na mistrovství světa kvalifikovaly čtyři nejlepší celky, kterými se staly Gruzie, Španělsko, Rumunsko a Portugalsko. Belgie jakožto pátá v pořadí se zúčastní finálového turnaje o poslední volné místo.

### Pacifik
V srpnu a září 2025 se bude konat World Rugby Pacific Nations Cup, kterého se zúčastní Kanada, Fidži, Japonsko, Samoa, Tonga a USA. Jelikož Fidži a Japonsko mají již účast jistou, na mistrovství světa postoupí všechny týmy kromě toho nejhoršího, který ale ještě dostane šanci v zápase proti poraženému finalistovi z jihoamerické kvalifikace. Poražený z tohoto zápasu se zúčastní finálového turnaje o poslední volné místo.

### Jižní Amerika
Vítěz jihoamerické kvalifikace postoupí na mistrovství světa. Poražený finalista si zajistí místo v zápase proti celku z pacifické kvalifikace o místo na turnaji. Poražený z tohoto zápasu se zúčastní finálového turnaje o poslední volné místo, do kterého se zapojí i třetí tým z jihoamerické kvalifikace.

### Finálová kvalifikace
Finálová kvalifikace se uskuteční od 8. do 18. listopadu 2025 v Dubaji. Turnaje o poslední místo se zúčastní čtyři týmy. Belgie jakožto pátý nejlepší tým z místrovství Evropy. Dále Namíbie, která 26. července 2025 vyhrála zápas mezi poraženými finalisty z africké a asijské kvalifikace, když porazila Spojené arabské emiráty 86–29. Tyto týmy doplní celek z jihoamerické kvalifikace a vítěz zápasu mezi poraženými finalisty z pacifické a jihoamerické kvalifikace.
| Region                 | Tým                   | Kvalifikace                        | Předchozí účasti | Nejlepší výsledky              |
| ---------------------- | --------------------- | ---------------------------------- | ---------------- | ------------------------------ |
| Afrika                 | Jihoafrická republika | automaticky                        | 8                | Vítěz (1995, 2007, 2019, 2023) |
| Afrika                 | Zimbabwe              | Rugby Africa Cup 2025              | 2                | Skupina (1987, 1991)           |
| Asie                   | Japonsko              | automaticky                        | 10               | Čtvrtfinále (2019)             |
| Asie                   | Hongkong              | Asia Rugby Championship 2025       | 0                | Debut                          |
| Evropa                 | Anglie                | automaticky                        | 10               | Vítěz (2003)                   |
| Evropa                 | Francie               | automaticky                        | 10               | 2. místo (1987, 1999, 2011)    |
| Evropa                 | Irsko                 | automaticky                        | 10               | Čtvrtfinále (8×)               |
| Evropa                 | Itálie                | automaticky                        | 10               | Skupina (10×)                  |
| Evropa                 | Skotsko               | automaticky                        | 10               | 4. místo (1991)                |
| Evropa                 | Wales                 | automaticky                        | 10               | 3. místo (1987)                |
| Evropa                 | Gruzie                | Rugby Europe Championship 2025     | 6                | Skupina (6×)                   |
| Evropa                 | Španělsko             | Rugby Europe Championship 2025     | 1                | Skupina (1999)                 |
| Evropa                 | Portugalsko           | Rugby Europe Championship 2025     | 2                | Skupina (2007, 2023)           |
| Evropa                 | Rumunsko              | Rugby Europe Championship 2025     | 9                | Skupina (9×)                   |
| Oceánie                | Austrálie             | pořadatel                          | 10               | Vítěz (1991, 1999)             |
| Oceánie                | Fidži                 | automaticky                        | 9                | Čtvrtfinále (1987, 2007, 2023) |
| Oceánie                | Nový Zéland           | automaticky                        | 10               | Vítěz (1987, 2011, 2015)       |
| Oceánie                | bude oznámeno         | Pacific Nations Cup 2025           | bude oznámeno    | bude oznámeno                  |
| Oceánie                | bude oznámeno         | Pacific Nations Cup 2025           | bude oznámeno    | bude oznámeno                  |
| Oceánie                | bude oznámeno         | Pacific Nations Cup 2025           | bude oznámeno    | bude oznámeno                  |
| Jižní Amerika          | Argentina             | automaticky                        | 10               | 3. místo (2007)                |
| Jižní Amerika          | bude oznámeno         | Sudamérica Rugby Championship 2025 | bude oznámeno    | bude oznámeno                  |
| Jižní Amerika/ Pacific | bude oznámeno         | Vítěz play-off                     | bude oznámeno    | bude oznámeno                  |
| Finální kvalifikace    | bude oznámeno         | Vítěz                              | bude oznámeno    | bude oznámeno                  |